# Karl Heinz Füssl
Karl Heinz Füssl (* 21. März 1924 in Gablonz, Tschechoslowakei; † 4. September 1992 in Eisenstadt, Burgenland) war ein österreichischer Komponist und Musikwissenschaftler.

## Leben
Füssl ging zum Studium nach Berlin und begann seine Ausbildung bei Konrad Friedrich Noetel (Komposition), Gerd Otto (Klavier) und Hugo Distler (Chorleitung). Nach dem Zweiten Weltkrieg ließ er sich in Wien nieder und begann sein Studium bei Alfred Uhl (Komposition), Erwin Ratz (Analyse), und Hans Swarowsky (Dirigieren). Füssl war auch als Musikkritiker tätig (1953–1962) und wirkte ab 1958 als Lektor für die Universal Edition. Ihm wurden einerseits die Urtext-Ausgaben anvertraut, außerdem war er an der Veröffentlichung der Werke von Haydn, Mozart und Johann Strauss beteiligt. Seitens der Internationalen Gustav Mahler Gesellschaft wurde Füssl mit der Herausgabe der Gustav-Mahler-Gesamtausgabe betraut. Bei den Weltmusiktagen der International Society for Contemporary Music (ISCM World Music Days) wurden 1957 in Zürich Epitaph (Variationen für Orchester, Uraufführung) und 1964 in Kopenhagen das Concerto Rapsodico aufgeführt.
Er lehrte von 1974 bis 1991 als Professor an der Wiener Musikhochschule.
Füssl starb im September 1992 in Eisenstadt und wurde am Wiener Zentralfriedhof bestattet.

## Auszeichnungen
- 1953: Preis beim Kompositionswettbewerb der Wiener Symphoniker
- 1962: Förderungspreis der Stadt Wien[4]
- 1970: Österreichischer Staatspreis für Musik
- 1976: Preis der Stadt Wien für Musik[5]
- 1984: Goldenes Ehrenzeichen für Verdienste um das Land Wien
- 1990: Österreichisches Ehrenzeichen für Wissenschaft und Kunst

## Werke (Auswahl)

### Ensemblemusik
- Concertino I – nach Gedichten von William Shakespeare (1947/1948)[6]
- Dialogue in praise of the owl and the cuckoo – Zwei Sätze nach Gedichten von William Shakespeare, op. 3a (1947/1961)[6]
- Concertino II – für Klarinette und Klavier vierhändig, op. 5/2 (1952)[6]
- Landschaften – Fünf Variationen für Singstimme und vier Instrumente nach Texten von Marie Pappenheim (1957)[6]
- An Herrn Dr. Alfred A. Kalmus (Muridae 25) – Eine spezielle Studie über die Bedeutung der Mäuse im modernen Verlagswesen (Improvisation melodramatique) (1963)[6]
- Cantiunculae amoris – Drei lateinische Gesänge, Text: Ovid, op. 15 (1975)[6]
- Nachtmusik – Trio für Violine, Viola und Violoncello, op. 19 (1977/1988)[6]
- Ragtime – für Gitarre und Klavier, op. 18 (1977)[6]
- Ländler al Rovescio, IV – Trio für Violine, Viola und Violoncello, (1977)[6]
- Aphorismen über rhythmische Modelle – Thema und fünf Variationen für Klarinette und Klavier, op. 20 (1978/1980)[6]
- Improvisation in siebenmal zehn Takten auf den Namen Dr. Hertha Firnberg – Quartett für zwei Violinen, Viola und Violoncello (1979)[6]
- Les Rondeaux – Drei Duette für zwei Violinen (1980/1981)[6]
- Hälfte des Lebens – Acht Lieder nach Friedrich Hölderlin für hohe Stimme, Flöte, Violine (Viola) und Harfe, op. 24 (1981/1988)[6]
- Ekloge – für Violoncello und Klavier, op. 43 (1987/1989)[6]
- Perpetuum mobile – für Oboe und Klavier, op. 42a,b (1987)[6]
- Ricercare – Quartett für zwei Violinen, Viola und Violoncello, op. 58 (1991)[6]
- Cantus II – Quartett für zwei Violinen, Viola und Violoncello, op. 57 (1991)[6]

### Vokalmusik
- Görög Ilona – Siebenbürgische Volksballade für gemischten Chor a cappella und Instrumente ad lib., op. 3 (1948/1971)[6]
- Ho-ruck nach links! – Solo für Stimme, Chor (einstimmig) und Klavier, Text: Otto Horn (1949)[6]
- Hommage à Alfred Schlee – Canones diversi (1961)[6]
- Epitaph – für gemischten Chor und Orchester, op. 7, Text: Gerard Manley Hopkins (1966)[6]
- Missa trium vocium – für gemischten Chor (dreistimmig) und Orgel, op. 10a (1966)[6]
- Drei Szenen aus Dybuk – für zwei Baritone, Sopran, Tenor, Chor und Orchester, op. 11a (1968) – Uraufführung: 16. Februar 1968 in Wien[6]
- An Hans Erich Apostel – Zwölfton-Huldigungs-Zyklus in sieben Teilen für gemischten Chor und eine einmalige Angelegenheit (zum 70. Geburtstag) (1971)[6]
- Wenn aus der Ferne – Kantate nach Friedrich Hölderlin für hohe Stimme und Orgel, op. 30 (1983)[6]
- Kain – Ein geistliches Spiel von Herbert Lederer, op. 37 (1984–1986)[6]
- Missa per cantare e sonare – Geistliche Musik für Chor (einstimmig) und Orgel, op. 10b (1986)[6]
- Suspirium ad amorem – Zwei Kantaten für Chor und Streicher, op. 38 (1986)[6]
- Das Gedächtnis der Wörter – Zwei Kommentare zu Hölderlin für Solo und Streichorchester, Text: Julian Schutting, op. 52 (1989)[6]
- Im Osten – Motette für Männerchor, Orgel und Schlagzeug, Text: Georg Trackl, op. 54 (1990)[6]
- Resurrexit (The resurrection) – A musical play. Derived from The Chester Mystery Cycles of Mystery Plays, op. 60 (1991/1992)[6]

### Oper/Musiktheater
- Faustus – Opernfragment, Text: Hanns Eisler (1966/1967)[6]
- Sintflut – Opernfragment (1972)[6]
- Celestina – Oper in zwei Akten nach Fernando de Rojas von Herbert Lederer, op. 14 (1973–1975/1981)[6]